# Суна (Зуевский район)
Суна — село в Зуевском районе Кировской области, административный центр Сунского сельского поселения.

## География
Село расположено на берегу реки Суна в 33 км на юго-восток от райцентра Зуевки.

## История

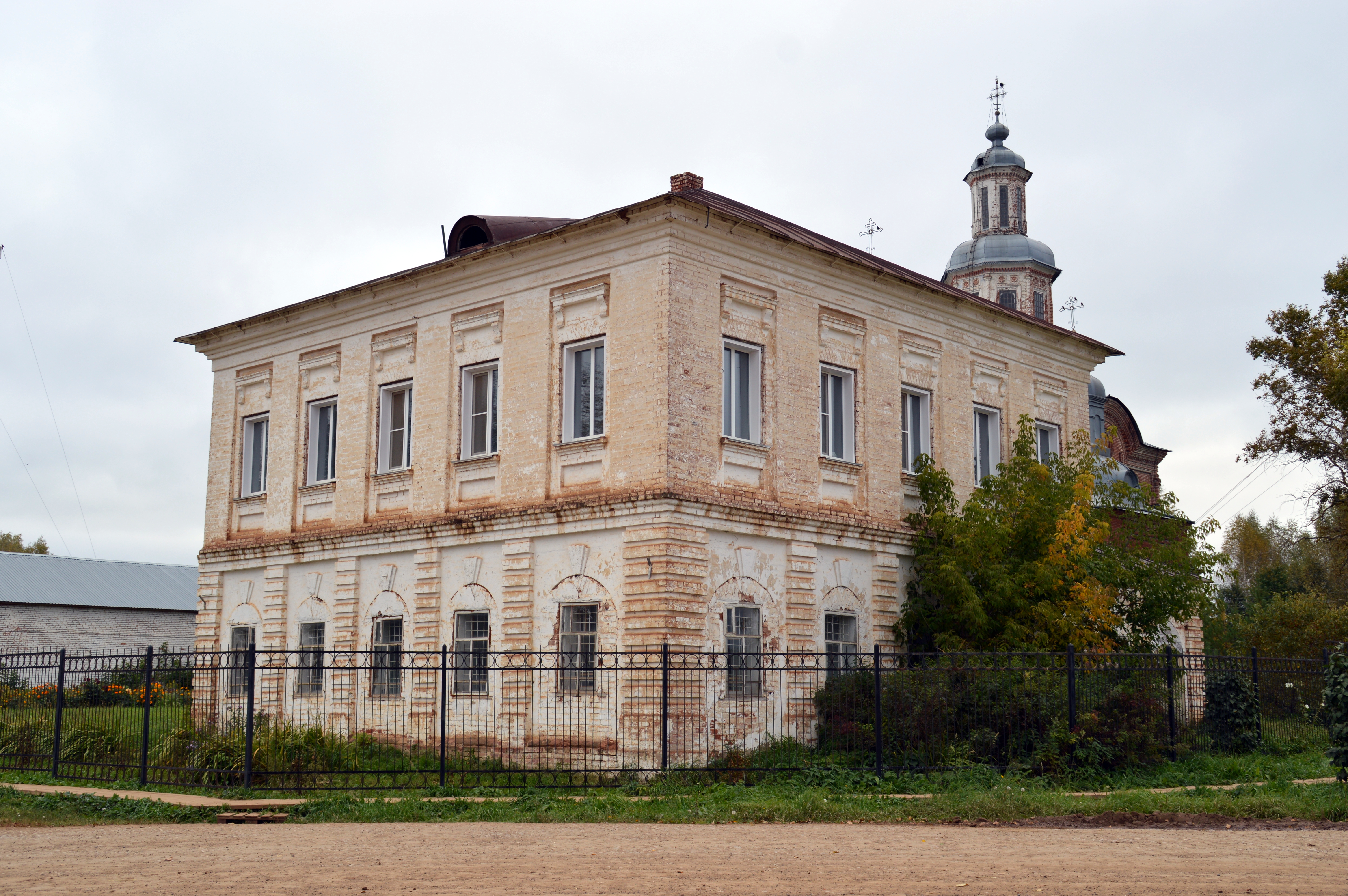
Здание бывшего земского народного училища для мальчиков

Село основано по грамоте епископа Ионы от 12 (25) июня 1686 года с деревянной Васильевской церковью. И называлось сначала Васильевским. В церковных документах XVIII века село начали называть иногда Малой Суной. До 1780 года село входило в состав Филипповой Слободы Хлыновского уезда. После организации Вятского наместничества (1780 г.) стало центром Сунской волости Слободского уезда. В 1779 году было возведено каменное здание — храм Воскресения Господня с приделом в честь Святого Василия Великого и праведного Артемия Веркольского, приход состоял из 70 селений. В 1839 году было открыто одноклассное земское начальное народное училище для мальчиков, позднее — церковно–приходская женская школа. В селе имелись медпункт, мукомольная мельница, красильня, коммерческие ларьки, в течение года проводилось шесть ярмарок. Основным родом занятий крестьян Сунской волости было земледелие, почти в каждой деревне – кузницы, 8 маслобоен. Местный промысел – плотничество, поденщина, торговля, рыболовный и шерстобитный.
В начале 1920-х годов село становится центром Сунского сельсовета, с 1929 года — в составе Зуевского района. По переписи 1926 года в селе числилось 33 хозяйства, в деревне Слудка, примыкавшей к селу с юга, — 30 хозяйств и 122 жителя. Организуется коллективное хозяйство – коммуна «Труженик», преобразованная в 1933 году в одноименный колхоз. В связи с укрупнением хозяйства создается колхоз «Правда», в 1954 году к нему присоединяются колхозы «15 лет Октября», им. Буденного. В 1964 году организован совхоз «Новый» мясо-молочного направления, в 1994 году ему присвоен титул племзавода.

## Население
| 1710 | 1763 | 1873 | 1891 | 1905 | 1926 | 1950 |
| ---- | ---- | ---- | ---- | ---- | ---- | ---- |
| 34   | ↘14  | ↗65  | →65  | ↘35  | ↗85  | ↗205 |
| 1989 | 2002 | 2010 |      |      |      |      |
| ↗745 | ↗822 | ↘745 |      |      |      |      |

## Инфраструктура
В селе Суна расположены два торговых центра, медпункт, средняя общеобразовательная школа, детский комбинат, музей, Дом культуры, библиотека.

## Экономика
Основной вид деятельности СПК «Племзавод «Новый» — племенное животноводство, выращивание молодняка КРС холмогорской породы, производство зерновых и кормовых культур.

## Достопримечательности
В селе расположена действующая церковь Воскресения Христова (1776-1789).